# Thaumatella
Thaumatella, monotipski rod crvenih algi smješten u vlastiti tribus Thaumatelleae, dio porodice Rhodomelaceae. Jedina vrsta je morska alga T. adunca iz Australije i Novog Zelanda.

## Sinonimi
- Dasya adunca J.Agardh; bazionim
- Dasya adunca J.Agardh 1890
- Veleroa adunca (J.Agardh) Womersley & M.J.Parsons 2003